# پودبووچیه
پودبووچیه (به لهستانی:  Podebłocie) یک روستا در لهستان است که در گمینا ترویانوو واقع شده‌است.